# Rio de Janeiro (1865)
El encorazado Rio de Janeiro fue un navío de la Armada del Imperio del Brasil que sirvió en la Guerra de la Triple Alianza. 

## Historia

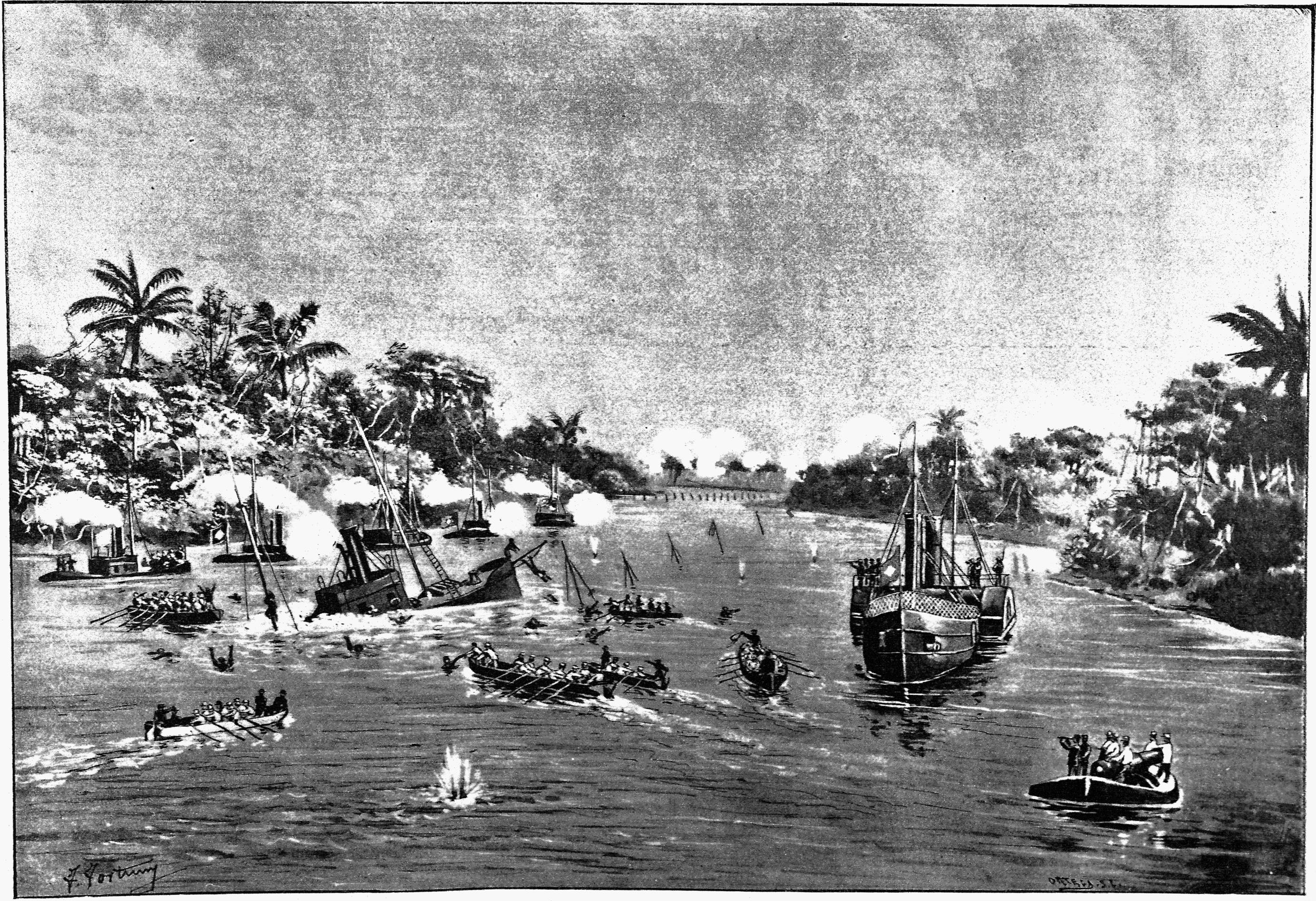
El Encorazado Río de Janeiro echado á pique por un torpedo paraguayo, frente a Curuzú, el 3 de septiembre de 1866.

Primera embarcación de la marina brasileña en llevar ese nombre en homenaje al Estado de Río de Janeiro, fue construida en los astilleros del Arsenal de Marina de Río de Janeiro, según planos del ingeniero Napoleão Level y botada el 17 de febrero de 1866, incorporándose a la armada imperial ese mismo año al mando del teniente 1° Américo Silvado.
El Rio de Janeiro tenía un desplazamiento de 874 t y montaba 2 cañón de 70 y dos de a 68. 
Incorporado a la escuadra en operaciones en el frente de la guerra del Paraguay, el 2 de septiembre de ese mismo año se hundió al ser alcanzado por una mina frente al fuerte de Curuzú. Perecieron el comandante, teniente 2° Joaquim Alves Coelho da Silva, el guardiamarina Raimundo Antônio da Silva, el escribano Aristides Armênio de Azevedo e Albuquerque, los maquinistas y 45 tripulantes, salvándose el teniente 1° Custódio José de Mello, el cirujano Tristão Henrique da Cunha, el comisario de a bordo Domingos Pereira Botafogo y 58 tripulantes.